# 江西省 (中華民國)
江西省，為中華民國下轄的一個省級行政區，是延續清代所設置的22省之一，為華中七省之一。簡稱為「贛」。

## 省名由來
原於唐代開元二十一年（733年）唐玄宗設江南西道而得省名，又因為江西最大河流為贛江而得簡稱。

## 管轄範圍

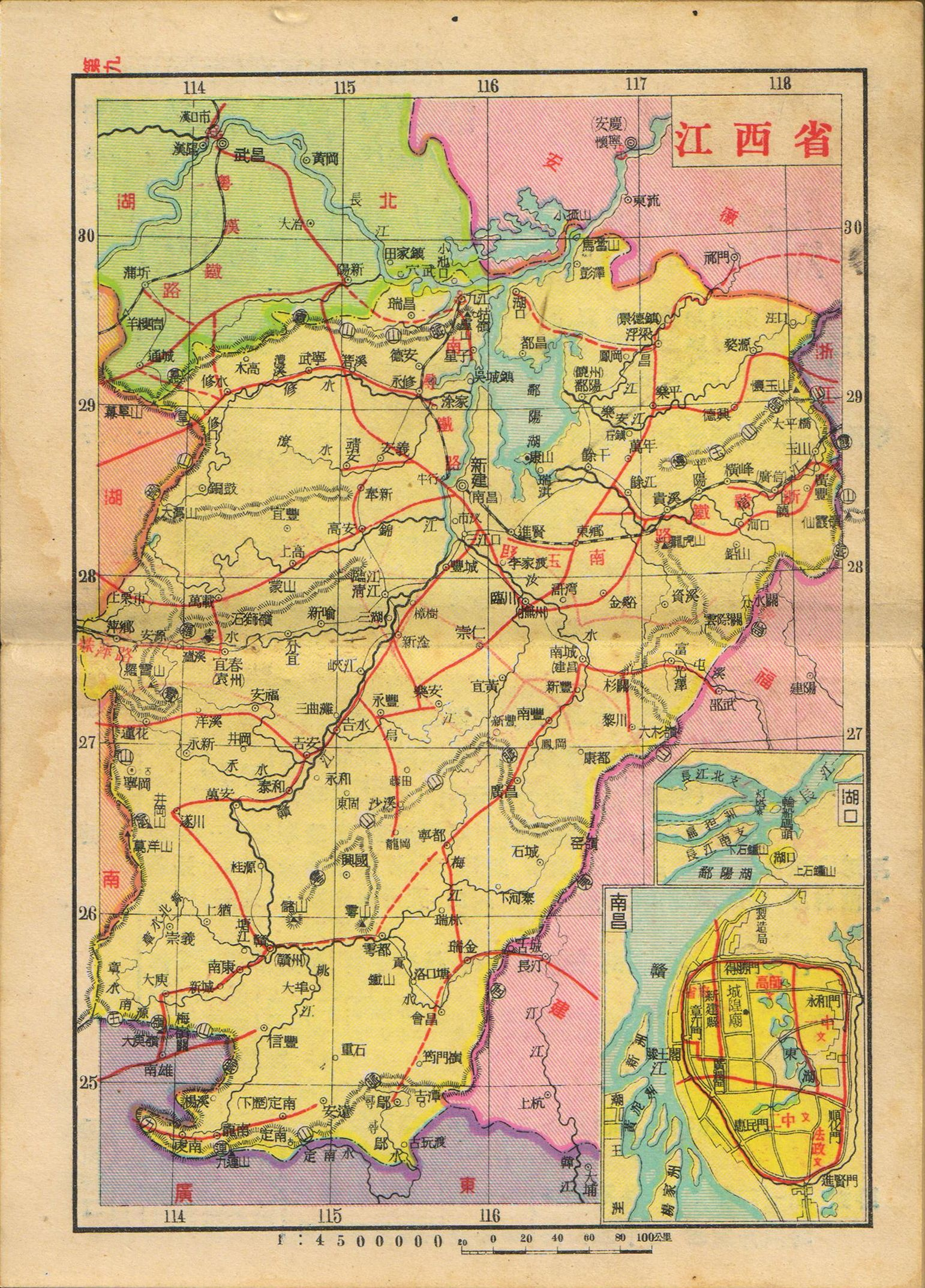
亞新地學社1936年《袖珍中華全圖》的江西省地圖

全省轄境同清代，大抵除婺源縣以外的江西省全境。民國23年（1934年），國民政府軍事委員會南昌行營為了圍剿中共蘇區，將福建省光澤縣、安徽省婺源縣劃入江西省。民國36年（1947年）6月，兩縣又分別劃歸福建、安徽二省；同年全省土地面積為165258平方公里。東界浙江省、福建省，南接廣東省，西界湖南省，北鄰湖北省、安徽省。

## 人口
人口據民國17年（1928年）中華民國內政部的統計，為2032.28萬人。民國36年（1947年），為1272.52萬人。
以下依據中華民國實業部《中國經濟年鑑》（1934年出版）、內政部統計司編《民國十七年各省市戶口調查統計報告》（1931年出版）、主計處統計局編《中華民國統計提要》（1940年出版）、中華民國年鑑社編《中華民國年鑑》（1952年出版，頁19-21）所提供的人口數據： 
| 調查年代       | 戶數      | 人口       | 男性       | 女性       | 每戶平均人口 | 性別比例 |
| -------------- | --------- | ---------- | ---------- | ---------- | ------------ | -------- |
| 1912年         | 4,579,000 | 23,988,000 | 13,338,000 | 10,650,000 | 5.24         | 125.20   |
| 1928年         |           | 20,323,000 |            |            |              |          |
| 1936年至1937年 | 3,055,000 | 15,805,000 | 8,664,000  | 7,140,000  | 5.17         | 121.34   |
| 1947年         | 2,517,000 | 12,507,000 | 6,491,000  | 6,016,000  | 4.97         | 107.88   |

據中華民國內政部戶政司於民國79年（1990年）臺閩地區戶口及住宅普查報告，臺閩地區籍貫為江西省的人數為12萬4670人，佔非臺灣省籍269萬4917人口當中的4.62%。

## 歷史沿革

### 江西新軍起義
宣統三年（1911年）10月10日，武昌起義成功後，江西的九江新軍於10月23日響應起義，並宣布獨立。10月31日，南昌新軍起義，宣告獨立，次日建立南昌軍政府。馬毓寶被推舉任江西省軍政府都督。11月，三路、鄱陽、贛州以及萍鄉先後起義，成立都督府。民國元年（1912年）1月，李烈鈞任江西都督，裁九江軍政分府，由江西都督府掌管全省軍政大權。
2月15日，被參議院選袁世凱為臨時大總統，隨後孫中山正式宣佈解除自己臨時大總統職務，臨時參議院決定將政府遷往北京，是年3月，臨時政府北遷之後，袁世凱在4月軍事會議，制定全國裁軍計劃，要求第一步把全國軍隊裁減一半。袁任命黃興為南京留守處留守，主要目的就是想利用黃興遣散軍隊，而黃竟以為建設時期已到，通過民主方式即可約束袁氏，因而大刀闊斧地在同盟會勢力所及的江南地區積極裁軍，如江西附近的革命軍隊，被減為１個師。因而在袁世凱準備以武力消滅革命黨人之時，革命黨人就已處於極度不利的境況之中。
民國二年（1913年）3月25日，國民黨代理理事長宋教仁在上海火車站遇刺身亡。孫中山堅決主張對袁世凱進行討伐，但黨內意見極不統一，李烈鈞等少數人支持孫中山的意見，黃興等人以為軍事上不足與袁世凱抗衡，主張法律解決。4月和5月，國民黨曾在上海兩次召開秘密會議，但未能統一意見，做出決策。此時袁世凱與五國銀行團簽定2,500萬英鎊的借款協定事之後，立即準備對國民黨進行討伐。北洋軍兵分二路，東路由第2軍軍長馮國璋率第4、5兩師及張勳、雷振春、倪嗣沖等部由津浦路與河南向南京、安徽進迫，另派海軍由鄭汝成率領在上海登陸，搶佔上海製造局。在部署基本就緒之後，於6月撤免李烈鈞等人都督職。此時李烈鈞密抵湖口後，設立了討袁司令部，任命林虎為左翼司令，方聲濤為右翼司令，何子奇為湖口守備司令，7月12日，李烈鈞發佈討袁檄文及通電，此時黃興於15日宣佈討袁，在南京任討袁軍總司令，與李烈鈞互為回應。隨後，安徽、湖南、廣東、福建、四川等省也先後宣佈獨立。
7月12日，左翼林虎所部在湖口進攻北洋軍李純的第6師，但由於右翼方聲濤部及九江的贛軍未能配合行動，致使失去先機。隨後李純部集中3個團的兵力向林虎部發動猛烈反擊，林虎部受挫。而右翼方聲濤部也遭到北洋軍張敬堯3個營的拚死抵抗而不得前進，同時李純抽調兩個營的兵力抄襲方部左側，方部在後撤途中，內部嘩變，兩個營及炮隊、機關槍隊投敵，使討袁軍右翼亦遭重挫。江西討袁軍在短短5天之內已呈敗勢。而此時，北洋軍之後援則源源開往江西，7月20日，段芝貴率拱衛軍抵九江，北洋第2師及中央混成旅之一部也由湖北開進江西，7月25日北洋軍以主力分3路進攻湖口，討袁軍與之激戰至第二天中午，被迫從湖口撤出。至此江西討袁軍敗勢已定。8月18日，李烈鈞放棄南昌，率殘部退往湖南，李烈鈞、林虎等人先後出逃日本。李純因討伐並擊敗李烈鈞，以此功績，署為江西都督。民國三年（1914年）6月，李純獲將軍府授予「昌武將軍」，督理江西全省軍務。
民國四年（1915年）12月，雲南護國軍起義，反袁輿論高漲，李純追隨馮國璋、段祺瑞，對袁世凱稱帝持消極態度。民國5年（1916年）3月，在馮國璋的指示下，李純等5省將軍發出密電，勸袁世凱取消即皇帝位。同年6月6日袁世凱死去，

### 北洋軍閥時期
初期屬直系軍閥的勢力範圍，後又成為孫傳芳的勢力範圍。

### 北伐戰爭
民國15年（1926年）9月-11月，北伐軍進入江西，兵分三路，以第2軍和第5軍各一部為一路進攻贛南，攻克贛州後，沿贛江北上；以第3軍和第2軍主力進攻贛西，連克宜春等地，在新喻與孫傳芳部隊發生激戰；以第6軍和第1軍第1師為一路，進攻贛西北，先後攻克修水、銅鼓、高安。至11月8日北伐軍進入南昌，孫傳芳潛逃南京，孫傳芳在江西戰場投入的10萬兵力，絕大部分被殲，此役動搖了孫傳芳在東南五省的統治。

### 十年建設
民國23年（1934年）3月，國民政府在南昌發起新生活運動，以圖恢復中華民族固有道德，振作民心士氣，隨後推廣到全國。此外，每年盛夏，國民政府各機構大批人員從南京前往「夏都」廬山避暑，並在廬山上建立軍官訓練團等設施。
民國25年（1936年），經過湖南的粵漢鐵路全線通車，使得江西失去過去在南北交通上的重要地位。民國26年（1937年）東西向的浙贛鐵路通車，在很大程度上改變了江西原有的交通和城市格局，省会南昌和九江口岸開始衰落下來。

### 圍剿江西蘇區
民國16年（1927年）8月，中共在江西南昌指揮發動南昌暴動，這是國共雙方首次武力衝突。明年（1928年），朱德率領殘軍和湖南南部的毛澤東武裝部隊在井岡山會師，組成紅四軍。先後在江西建立了大片革命根據地。其中著名的有贛西井岡山革命根據地（包括寧岡、永新、蓮花3縣和吉安、安福、遂川與湖南酃縣的一部分）、湘贛革命根據地、贛東北革命根據地（包括弋陽、橫峰、貴溪、德興、餘江、萬年、上饒、鉛山等縣，後發展為閩浙贛革命根據地）以及包括銅鼓、修水、萬載、宜豐等縣的湘鄂贛革命根據地，兵力計十一個軍，約12.1萬人。當時的中共中央革命根據地在贛南和閩西地區的21縣（包括江西的瑞金、安遠、信豐、廣昌、石城、黎川、寧都、興國、雩都、會昌、尋鄔等11縣），中華蘇維埃共和國臨時中央政府設在瑞金，稱為「紅色首都」或「紅都」。
自民國19年（1930年）12月起，國民政府先後發動對中共位於江西、湖南的控制區實行五次軍事圍剿。對中共紅軍實施隔離封鎖包圍殲滅戰略。派遣部隊，實施圍剿、清剿；空軍分駐漢口、南昌、樟樹等地，支援陸軍作戰，海軍任長江、贛江與東南沿海之封鎖，斷絕中共紅軍外援，協同陸軍進剿。由於戰區幅員遼闊，同時須作防犯日軍入侵的部署，國軍兵力較為單薄，兼之部隊缺乏協同，保密程度不夠，致使贛南第一、第二兩次圍剿及豫鄂皖邊區之軍事圍剿，未能得手。　
民國20年（1931年）5月，國軍主力分左、右兩集團軍，於7月1日，向贛南分進合擊，正順利縮小包圍圈，唐生智聯合新桂系、陳濟棠、石友三等人，擁戴汪精衛在廣州成立「國民政府」，向衡陽進軍。蔣中正不得不命令國軍撤出戰場，準備轉入平叛。紅軍乘機迅速展開反攻。「九一八事變」爆發，日軍侵佔東三省，蔣中正不得不返回南京，並國軍抽調北上，第三次圍剿以紅軍的勝利告終。　
民國21年（1932年）「二八事變」淞滬戰事繼起，國軍抽調一部於江蘇、浙江、安徽方面佈防，以應對日本的軍事行動，對紅軍轉入守勢。同時中共內部陷入內鬥。國民政府鑑於國家面臨兩面作戰危機，遂恢復軍事委員會，任命蔣中正為委員長，全權統帥三軍。在蔣中正的「安內攘外」政策下，以「以政治與軍事併用」之作戰指導方針，於6月18日，在牯嶺召開「豫、鄂、皖、贛、湘五省剿匪會議」，決定先肅清河南、湖北、安徽3省的的鄂豫皖蘇區和湘鄂邊蘇區。在成功將兩地紅軍肅清後，於民國22年（1933年）2月集中兵力對江西中央蘇區實施第四次圍剿；此次戰鬥蔣中正的直屬部隊損失慘重，近三個師被全殲。又因日軍侵略榆關及熱河，致使第四次圍剿中途停止。 
同年5月，蔣中正親臨南昌召開剿匪會議，檢討歷次剿匪得失，策定第五次圍剿計劃，以「三分軍事、七分政治」之指導方針，實施管（組織戰）、教（文化戰）、養（經濟戰）、衛（軍事戰）之國家戰略，於南昌成立軍事委員會委員長行營，實施新型總體戰。調集川、陝、豫、鄂、贛、湘、粵、閩、八省地方部隊後，四路合圍；以隔離封鎖包圍殲滅戰略，對贛南、贛皖閩邊區、贛鄂湘邊區及贛西實施圍剿。並實施「戰略攻勢，戰術守勢」「封鎖經濟、斷匪物資」之碉堡政策，對紅軍緊密封鎖。
民國23年（1934年）年2月中旬，國軍東、北兩路軍以分進合擊之勢，聯合向贛南逐次迫進。4月1日，會攻廣昌，水口一戰，擊破中共紅軍主力，打開贛南中央蘇區門戶。10月，北路軍在空軍支援下，分三路突破紅軍要塞地帶，更形縮小包圍圈。朱毛自知面臨總崩潰，決定放棄中央蘇區，乘南路軍末按計劃完成橫線碉堡之際，利用贛州與信豐間地區，率主力殘部鑽隙突圍西竄進行長征，並於明年北上抵達陝北。

### 抗日戰爭
民國28年（1939年）春，日軍向南昌進攻，中國第九戰區副司令長官羅卓英將軍率部迎戰，日軍在南昌附近修水防線遭受重大傷亡後使用毒氣突破中國防線，隨後攻陷南昌。
1945年7、8月，日本投降之前，日本陆军第34、40师团在江西省境内行军转进。两个乙种师团的行军转进，仍给国府守军以重击。第40师团的转进即是赣江追击战。

### 國共全面內戰
民國38年（1949年）中，大陸局勢逐步惡化，國軍節節敗退，國民政府岌岌可危。5月22日，江西省省會南昌市為解放军佔領，江西省政府南遷贛縣。6月，江西省人民政府於省會南昌成立，8月14日，解放军劉伯承率領的軍隊攻下贛縣，至8月底攻克贛南各地。至此，江西省全境易手。

## 行政區劃

### 省、縣之間的行政區

#### 道制
辛亥革命後，清代各道被廢除。民國2年（1913年）8月置贛北觀察使，民國3年（1914年）4月置贛南觀察使。同年5月，全省置贛南、潯陽、豫章、廬陵4道。民國16年（1927年）北伐軍進駐後，各道撤銷。
豫章道
贛語南昌話：[y˨˩ tsɔŋ˦˦ tʰau˩˩]
民國3年（1914年）5月置，道尹為繁要缺，一等。駐南昌縣（今江西省南昌市城區）。轄南昌、新建、豐城、進賢、南城、黎川、南豐、廣昌、資溪、臨川、金溪、崇仁、宜黃、樂安、東鄉、餘江、上饒、玉山、弋陽、貴溪、鉛山、廣豐、橫峰等23縣。民國16年（1927年）廢。
廬陵道
贛語吉安話：[lu˩˩ liən˧˦˧ tʰau˨˩˦]
民國3年（1914年）5月置，道尹為簡缺，三等。駐宜春縣（今江西省宜春市）；民國4年（1915年）12月移駐吉安縣（今江西省吉安市）。轄宜春、泰和、吉水、分宜、永豐、安福、遂川、萬安、永新、寧岡、蓮花、清江、新淦、新喻、峽江、吉安、分宜、萍鄉、萬載、高安、上高、宜豐等21縣。民國16年（1927年）廢。
贛南道
于桂客語：[kɔ̃˧˨˧ nã˦˦ tʰɔ˦˨]
民國3年（1914年）4月置贛南觀察使，5月改置道尹，為要缺，二等。駐贛縣（今江西省贛州市）。轄贛縣、雩都、信豐、興國、會昌、安遠、尋鄔、龍南、定南、虔南、大庾、南康、上猶、崇義、寧都、瑞金、石城等17縣。民國16年（1927年）廢。
潯陽道
淮語黃孝片：[ɕin˩˩ iɑ̃˩˩ dau˩˧]
民國2年（1913年）8月置贛北道，但未劃定區域。民國3年（1914年）5月改置，道尹為要缺，二等；民國5年（1916年）2月升為一等。駐九江縣（今江西省九江市）。轄九江、德安、瑞昌、湖口、彭澤、星子、都昌、永修、安義、鄱陽、餘干、樂平、浮梁、德興、萬年、奉新、靖安、武寧、修水、銅鼓等20縣。民國16年（1927年）廢。

#### 行政督察區
為了圍剿中共紅軍蘇區，國民政府軍事委員會委員長南昌行營先是在江西境內實行黨政委員分會制，準備實行黨政軍三方聯合。後又改為區長官制，將全省劃為13個行政區，每區設區長官1人，兼任駐在地縣長。區長官在省政府指揮監督之下，管理區內行政保安事宜，並有指揮監督轄區內各縣保安部隊、水陸公安警察隊及保衛團隊，考核轄區內各縣縣長成績等多項職權。各區駐在縣如下：南昌、萍鄉、武寧、九江、鄱陽、上饒、臨川、宜黃、吉安、永新、贛縣、寧都及龍南縣。民國21年（1932年）10月開始實行行政督察區制，全省置13區，轄區、首縣同前江西行政長官轄區：
- 第一區，專署駐南昌縣，轄南昌、新淦、新建、進賢、安義、高安、清江、豐城8縣[7]。
- 第二區，專署駐萍鄉縣，轄萍鄉、宜豐、上高、新喻、分宜、宜春、萬載7縣[8]。
- 第三區，專署駐武寧縣，轄武寧、瑞昌、永修、靖安、奉新、修水、銅鼓、德安8縣[9]。
- 第四區，專署駐九江縣，轄九江、星子、湖口、都昌、彭澤、安義6縣[10]。
- 第五區，專署駐鄱陽縣，轄鄱陽、浮梁、樂平、德興、萬年、餘干6縣[11]。
- 第六區，專署駐上饒縣，轄上饒、玉山、廣豐、橫峰、弋陽、鉛山6縣。
- 第七區，專署駐臨川縣，轄臨川、東鄉、金溪、餘江、貴溪、資溪6縣[12]。
- 第八區，專署駐宜黃縣，轄宜黃、崇仁、樂安、南城、黎川、南豐6縣[13]。
- 第九區，專署駐吉安縣，轄吉安、吉水、峽江、永豐、泰和、萬安、興國7縣。
- 第十區，專署駐永新縣，轄永新、安福、蓮花、寧岡、遂川5縣。
- 第十一區，專署駐贛縣，轄贛縣、南康、信豐、上猶、崇義、大庾6縣[14]。
- 第十二區，專署駐寧都縣，轄寧都、廣昌、石城、瑞金、雩都、會昌6縣[15]。
- 第十三區，專署駐龍南縣，轄龍南、虔南、定南、安遠、尋鄔5縣。

後裁撤第一區、第四區。民國22年（1933年）各區如下：
- 江西省政府直轄區，轄南昌、新建、豐城、進賢、清江、新淦、高安、九江、德安、星子、安義、湖口、彭澤、都昌14縣。
- 第二區，專署駐萍鄉縣，轄萍鄉、宜豐、上高、新喻、分宜、宜春、萬載7縣。
- 第三區，專署駐武寧縣，轄武寧、修水、靖安、奉新、銅鼓、永修、瑞昌7縣。
- 第五區，專署駐鄱陽縣，轄鄱陽、樂平、浮梁、德興、萬年、餘干6縣。
- 第六區，專署駐上饒縣，轄上饒、玉山、廣豐、鉛山、橫峰、弋陽6縣。
- 第七區，專署駐臨川縣，轄臨川、金溪、東鄉、資溪、貴溪、餘江6縣。
- 第八區，專署駐南城縣，轄南城、樂安、宜黃、南豐、黎川、崇仁6縣。
- 第九區，專署駐吉安縣，轄吉安、吉水、永豐、泰和、萬安、興國、峽江7縣。
- 第十區，專署駐永新縣，轄永新、安福、寧岡、遂川、蓮花5縣。
- 第十一區，專署駐贛縣，轄贛縣、南康、信豐、上猶、崇義、大庾6縣。
- 第十二區，專署駐寧都縣，轄寧都、廣昌、石城、瑞金、會昌、雩都6縣。
- 第十三區，專署駐龍南縣，轄龍南、安遠、尋鄔、虔南、定南5縣。

民國23年（1934年）1月，遵照軍事委員會委員長南昌行營令，豫鄂皖三省剿匪總司令部制定的《剿匪區內各省行政督察專署組織條例》規定，江西全省重新劃為第一至第十及第十二區等11區。民國24年（1935年）4月又改劃為8區。調整後各區轄縣如下：
- 第一區，專署駐武寧縣，轄武寧、南昌、新建、進賢、安義、永修、修水、銅鼓、奉新、靖安10縣。民國28年（1939年）7月，進賢縣改隸第七區。
- 第二區，專署駐萍鄉縣，轄萍鄉、分宜、宜春、宜豐、上高、新喻、萬載、高安、新淦、清江、豐城11縣。
- 第三區，專署駐吉安縣，轄吉安、吉水、永豐、峽江、泰和、萬安、遂川、安福、永新、寧岡、蓮花11縣。
- 第四區，專署駐贛縣，轄贛縣、上猶、崇義、大庾、南康、虔南、定南、尋鄔、安遠、信豐、龍南11縣。
- 第五區，專署駐浮梁縣，轄浮梁、鄱陽、九江、星子、湖口、彭澤、都昌、瑞昌、德安、樂平、婺源、德興12縣。
- 第六區，專署駐上饒縣，轄上饒、玉山、廣豐、鉛山、橫峰、弋陽、餘江、萬年、貴溪、餘干10縣。
- 第七區，專署駐南城縣，轄南城、南豐、金溪、臨川、樂安、宜黃、黎川、崇仁、光澤、東鄉、資溪11縣。民國28年（1939年）7月，第一區進賢縣來屬。
- 第八區，專署駐寧都縣，轄寧都、廣昌、石城、瑞金、會昌、雩都、興國7縣。

民國28年（1939年）9月改置11區，各區轄縣、專署駐地均有變化，以第五區九江、星子、瑞昌、德安4縣置第九區；以第一區新建、安義、奉新、靖安4縣置第十區；以第一區南昌、第二區豐城、第七區進賢3縣置第十一區；第一區專署改駐銅鼓縣：
- 第一區，專署駐銅鼓縣，轄銅鼓、武寧、永修、修水4縣。民國30年（1941年）2月，永修縣改隸第十區。
- 第二區，專署駐萍鄉縣，轄萍鄉、分宜、宜春、宜豐、上高、新喻、萬載、高安、新淦、清江10縣。
- 第三區，專署駐吉安縣，轄吉安、吉水、永豐、峽江、泰和、萬安、遂川、安福、永新、寧岡、蓮花11縣。
- 第四區，專署駐贛縣，轄贛縣、上猶、崇義、大庾、南康、虔南、定南、尋鄔、安遠、信豐、龍南11縣。
- 第五區，專署駐浮梁縣，轄浮梁、鄱陽、湖口、彭澤、都昌、樂平、婺源、德興8縣。民國31年（1942年）6月，第九區星子縣來屬。
- 第六區，專署駐上饒縣，轄上饒、玉山、廣豐、鉛山、橫峰、弋陽、餘江、萬年、貴溪、餘干10縣。
- 第七區，專署駐南城縣，轄南城、南豐、金溪、臨川、樂安、宜黃、黎川、崇仁、光澤、東鄉、資溪11縣。
- 第八區，專署駐寧都縣，轄寧都、廣昌、石城、瑞金、會昌、雩都、興國7縣。
- 第九區，專署駐德安縣，轄德安、九江、星子、瑞昌4縣。民國31年（1942年）6月，星子縣改隸第五區。
- 第十區，專署駐奉新縣，轄奉新、安義、靖安、新建4縣。民國30年（1941年）2月，第一區永修縣來屬。
- 第十一區，專署駐豐城縣，轄豐城、南昌、進賢3縣。

民國32年（1943年）裁撤第一區、第十區，各區轄縣有所調整：舊第一區銅鼓、修水2縣劃入第二區，武寧縣劃入第九區；第十區奉新、安義、靖安、永修4縣劃入第九區，新建縣劃入第十一區；第五區星子縣入第九區；第二區高安、新淦、清江3縣劃入第十一區，專署改駐吉春縣；原第十一區改稱第一區：
- 第一區，專署駐豐城縣，轄豐城、南昌、新建、進賢、清江、新淦、高安7縣。
- 第二區，專署駐宜春縣，轄宜春、新喻、分宜、萍鄉、萬載、上高、宜豐、修水、銅鼓9縣。
- 第三區，專署駐吉安縣，轄吉安、泰和、吉水、永豐、安福、遂川、萬安、永新、寧岡、蓮花、峽江11縣。
- 第四區，專署駐贛縣，轄贛縣、信豐、安遠、尋鄔、龍南、定南、虔南、大庾、南康、上猶、崇義11縣。
- 第五區，專署駐浮梁縣，轄浮梁、湖口、彭澤、都昌、鄱陽、樂平、德興、婺源8縣。
- 第六區，專署駐上饒縣，轄上饒、餘江、玉山、弋陽、貴溪、鉛山、廣豐、橫峰、餘干、萬年10縣。
- 第七區，專署駐南城縣，轄南城、黎川、南豐、資溪、臨川、金溪、崇仁、宜黃、樂安、東鄉、光澤11縣。
- 第八區，專署駐寧都縣，轄寧都、廣昌、雩都、興國、會昌、瑞金、石城7縣。
- 第九區，專署駐武寧縣，同年6月駐地遷至武寧縣石門樓，轄武寧、九江、德安、瑞昌、星子、永修、安義、奉新、靖安9縣。

抗戰結束後，南昌市直屬於省，婺源、光澤2縣於民國36年（1947年）6月分別劃屬安徽、福建省。各區如下：
- 江西省政府直轄區，轄南昌市
- 第一區，專署駐豐城縣，轄豐城、南昌、新建、進賢、清江、新淦、高安7縣。
- 第二區，專署駐宜春縣，轄宜春、新喻、分宜、萍鄉、萬載、上高、宜豐、修水、銅鼓9縣。
- 第三區，專署駐吉安縣，轄吉安、泰和、吉水、永豐、安福、遂川、萬安、永新、寧岡、蓮花、峽江11縣。
- 第四區，專署駐贛縣，轄贛縣、信豐、安遠、尋鄔、龍南、定南、虔南、大庾、南康、上猶、崇義11縣。
- 第五區，專署駐浮梁縣，轄浮梁、湖口、彭澤、都昌、鄱陽、樂平、德興7縣。
- 第六區，專署駐上饒縣，轄上饒、餘江、玉山、弋陽、貴溪、鉛山、廣豐、橫峰、餘干、萬年10縣。
- 第七區，專署駐南城縣，轄南城、黎川、南豐、資溪、臨川、金溪、崇仁、宜黃、樂安、東鄉、光澤10縣。
- 第八區，專署駐寧都縣，轄寧都、廣昌、雩都、興國、會昌、瑞金、石城7縣。
- 第九區，專署駐武寧縣[22]，轄武寧、九江、德安、瑞昌、星子、永修、安義、奉新、靖安9縣。

民國38年（1949年）6月，中共在南昌成立江西省人民政府，將全省劃分為南昌市和南昌（原第一區）、袁州（原第二區）、樂平（原第五區）、上饒（原第六區）、撫州（原第七區）、九江（原第九區）6專區及贛西南行署區（轄吉安（原第三區）、贛州（原第四區）、瑞金（宁都）（原第八區）3專區），共1行署區1地級市9專區3縣級市82縣。

### 縣級行政區
清代江西省在宣統三年（1911年）時，分為13府及1直隸州，下轄4廳、1州、75縣。江西新軍起義後，江西省政事部編制處制定《江西暫行地方官制草案》19條，民國元年（1912年）2月實行省、府縣二級制。全省地方行政區劃分為府、縣二種，各府裁首縣，以首縣原有轄境為各府區域。各廳、州一律改縣。10月，各府一律改為縣。江西省共轄81縣。至民國15年（1926年）北伐軍進駐南昌時正式設南昌市。民國23年（1934年），為了圍剿中共蘇區，安徽省婺源縣及福建省光澤縣劃入江西省，民國36年（1947年）6月分別劃回安徽、福建。民國38年（1949年）時，江西省劃分為9行政督察區，下轄1市、81縣。民國77年（1988）7月，行政院公布《中華民國各省（市）縣（市）行政區域代碼》，為各省縣市編定代碼，該法規於民國94年（2005）10月停用。江西省各縣、市沿革情況如下：
| 江西省     | 江西省     | 江西省   | 江西省 | 江西省 | 江西省 | 江西省            | 江西省 |
| 行政督察區 | 專署駐地   | 行政代碼 | 縣等級 | 縣市   | 駐地(2023年4月) | 北洋時期          | 沿革 |
| ---------- | ---------- | -------- | ------ | ------ | --- | ----------------- | --- |
| 省政府直轄 | 省政府直轄 | 04001    | 不適用 | 南昌市 | 今南昌市城區 | (豫章道)          | 江西省省會。民國16年（1927年）1月析南昌縣城區置，因財政困難，江西省政府會議決議暫行停辦，民國21年（1932年）3月國民政府核准。民國23年（1934年）3月，省政府以「剿匪軍事日有進展，南昌市面逐漸繁榮，所有市區事業，若仍如前分隸各廳各處，實不足以收策進之效，但目前財政仍極困難，恢復市府尚非其時」，決定先成立南昌市政委員會。內政部因市政委員會於法無據，未予核議。民國24年（1935年）7月，內政部允許變通辦理，准予備案。民國27年（1938年）正式成立市政府。                                   |
| 第一區     | 豐城縣     | 04002    | 一等   | 南昌縣 | 今南昌市城區。民國26年（1937年）以後遷謝埠、萬舍。民國28年（1939年）2月遷三江，民國34年（1945年）9月遷蓮塘，次年5月遷謝埠         | 豫章道 (駐地)     | 清代為南昌府附郭南昌縣。辛亥革命後廢縣，地入南昌府，府境僅轄原南昌縣地，民國元年（1912年）10月改府為縣。 |
| 第一區     | 豐城縣     | 04003    | 一等   | 新建縣 | 今南昌市城區；民國37年（1948年）遷治樂化（今南昌市新建區樂化鎮）                                                                  | 豫章道            | 清代為南昌府附郭新建縣辛亥革命後留縣。 |
| 第一區     | 豐城縣     | 04004    | 一等   | 豐城縣 | 今豐城市城區（舊劍光鎮） | 豫章道            | |
| 第一區     | 豐城縣     | 04005    | 二等   | 進賢縣 | 今進賢縣民和鎮 | 豫章道            | |
| 第一區     | 豐城縣     | 04036    | 一等   | 清江縣 | 今樟樹市臨江鎮 | 廬陵道            | 清代為臨江府附郭清江縣。辛亥革命後廢縣，地入臨江府，府境僅轄原清江縣地，民國元年（1912年）10月改府為縣。 |
| 第一區     | 豐城縣     | 04037    | 三等   | 新淦縣 | 今新干縣金川鎮 | 廬陵道            | |
| 第一區     | 豐城縣     | 04043    | 一等   | 高安縣 | 今高安市筠陽街道 | 廬陵道            | 清代為瑞州府附郭高安縣。辛亥革命後廢縣，地入瑞州府，府境僅轄原高安縣地，民國元年（1912年）10月改府為縣。 |
| 第二區     | 宜春縣     | 04026    | 二等   | 宜春縣 | 今宜春市袁州區（舊宜春鎮） | 廬陵道 (曾為駐地) | 清代為袁州府附郭宜春縣。辛亥革命後廢縣，地入袁州府，府境僅轄原宜春縣地，民國元年（1912年）10月改府為縣。 |
| 第二區     | 宜春縣     | 04038    | 二等   | 新喻縣 | 今新余市渝水區（舊新余鎮） | 廬陵道            | |
| 第二區     | 宜春縣     | 04040    | 三等   | 分宜縣 | 鈐陽鎮（今分宜縣分宜鎮南邊江口水庫中）                                                                                            | 廬陵道            | |
| 第二區     | 宜春縣     | 04041    | 一等   | 萍鄉縣 | 今萍鄉市城區（舊萍鄉鎮） | 廬陵道            | |
| 第二區     | 宜春縣     | 04042    | 二等   | 萬載縣 | 今萬載縣康樂街道 | 廬陵道            | |
| 第二區     | 宜春縣     | 04044    | 二等   | 上高縣 | 今上高縣敖陽街道 | 廬陵道            | |
| 第二區     | 宜春縣     | 04045    | 二等   | 宜豐縣 | 今宜豐縣新昌鎮 | 廬陵道            | 清代為新昌縣，因與浙江省縣名重名，民國3年（1914年）1月改名。三國時置宜豐縣於此，故名。 |
| 第二區     | 宜春縣     | 04081    | 一等   | 修水縣 | 義寧鎮（今修水縣義寧鎮） | 潯南道            | 清代為義寧州，民國元年（1912年）4月改稱義寧縣。因與廣西省縣名重名，民國3年（1914年）1月改名修水縣。縣境西部有修水，故名。 |
| 第二區     | 宜春縣     | 04082    | 三等   | 銅鼓縣 | 今銅鼓縣永寧鎮 | 潯南道            | 清代為銅鼓廳，民國元年（1912年）4月改制縣。 |
| 第二區     | 宜春縣     | 不適用   | 不適用 | 上栗縣 | 今上栗縣上栗鎮 | (廬陵道)          | 清光緒33年（1907年）七月端方准析萍鄉縣境置，辛亥革命後改縣，民國元年（1912年）2月己併入萍鄉縣。實際是否實行，尚未清楚。 |
| 第三區     | 吉安縣     | 04025    | 一等   | 吉安縣 | 今吉安市城區 | 廬陵道 (駐地)     | 清代為吉安府附郭廬陵縣。辛亥革命後廢縣，地入吉安府，府境僅轄原廬陵縣地，民國元年（1912年）10月改府置廬陵縣。因與本省廬陵道重名，民國3年（1914年）6月改名。 |
| 第三區     | 吉安縣     | 04027    | 二等   | 泰和縣 | 今泰和縣澄江鎮 | 廬陵道            | |
| 第三區     | 吉安縣     | 04028    | 二等   | 吉水縣 | 今吉水縣文峰鎮 | 廬陵道            | |
| 第三區     | 吉安縣     | 04029    | 二等   | 永豐縣 | 今永豐縣恩江鎮 | 廬陵道            | |
| 第三區     | 吉安縣     | 04030    | 二等   | 安福縣 | 今安福縣平都鎮 | 廬陵道            | |
| 第三區     | 吉安縣     | 04031    | 二等   | 遂川縣 | 什善鎮（今遂川縣泉江鎮） | 廬陵道            | 清代為龍泉縣，因與浙江、貴州2省縣名重名，民國3年（1914年）1月改名。因縣城在遂水之北，故名。 |
| 第三區     | 吉安縣     | 04032    | 二等   | 萬安縣 | 今萬安縣芙蓉鎮 | 廬陵道            | |
| 第三區     | 吉安縣     | 04033    | 二等   | 永新縣 | 今永新縣禾川鎮 | 廬陵道            | |
| 第三區     | 吉安縣     | 04034    | 三等   | 寧岡縣 | 新城（舊名瓦岡，今井岡山市新城鎮）；民國23年（1934年）9月4日遷茨坪（今井岡山市茨坪街道 ）                                         | 廬陵道            | 清代為永寧縣，因與山西、廣西、河南、貴州4省縣名重名，民國3年（1914年）1月改名。由永寧縣與瓦岡各取一字為名。 |
| 第三區     | 吉安縣     | 04035    | 三等   | 蓮花縣 | 琴亭鎮（今蓮花縣琴亭鎮） | 廬陵道            | 清代為蓮花廳，民國元年（1912年）2月改制縣。 |
| 第三區     | 吉安縣     | 04039    | 三等   | 峽江縣 | 今峽江縣巴邱鎮 | 廬陵道            | |
| 第三區     | 吉安縣     | 不適用   | 不適用 | 平赤縣 | 南龍（今吉安市城區東南南龍） | (廬陵道)          | 民國20年（1931年）9月，國民政府陸海空軍總司令南昌行營黨政委員會提議析吉安縣境東南部一帶置縣，「東固地域遼闊，形勢重要，赤匪既平，亟應設治以資善後」。行政院於9月12日令准「以吉安縣屬贛江以東全部，吉水縣屬張家渡、水南、白沙、白湖線以南之部，永豐縣屬沙溪、含下、君埠、南境線以西之部設置」。旋因南昌行營黨政委員會決議，縣政府暫行停止工作。國民政府於同年11月23日准予備案。轄境劃歸原屬3縣。因平赤縣實際久己廢棄，江西省政府建議不再保留名義，國民政府於民國23年（1934年）2月准予備案。 |
| 第四區     | 贛縣       | 04046    | 一等   | 贛縣   | 今贛州市城區 | 贛南道 (駐地)     | 清代為贛州府附郭贛縣。辛亥革命後廢縣，地入贛州府，府境僅轄原贛縣地，民國元年（1912年）10月改府為縣。 |
| 第四區     | 贛縣       | 04048    | 二等   | 信豐縣 | 嘉定鎮（今信豐縣嘉定鎮） | 贛南道            | |
| 第四區     | 贛縣       | 04051    | 三等   | 安遠縣 | 今安遠縣欣山鎮 | 贛南道            | |
| 第四區     | 贛縣       | 04052    | 三等   | 尋鄔縣 | 今尋烏縣長寧鎮 | 贛南道            | 清代為長寧州，民國元年（1912年）2月改制縣。因與四川、廣東2省縣名重名，民國3年（1914年）1月改名。因縣東五十里處有尋鄔水，故名。 |
| 第四區     | 贛縣       | 04053    | 二等   | 龍南縣 | 今龍南市駐地龍南鎮 | 贛南道            | |
| 第四區     | 贛縣       | 04054    | 三等   | 定南縣 | 今定南縣老城鎮。因治所偏僻，難以管理全縣，且衙署被焚毀，而下歷鎮交通便利，城池完固，民國17年（1928年）8月遷下歷（今定南縣歷市鎮） | 贛南道            | 清代為定南廳，民國元年（1912年）2月改制縣。 |
| 第四區     | 贛縣       | 04055    | 三等   | 虔南縣 | 今全南縣城廂鎮 | 贛南道            | 清代為虔南廳，民國元年（1912年）2月改制縣。 |
| 第四區     | 贛縣       | 04056    | 一等   | 大庾縣 | 南安鎮（今大余縣南安鎮） | 贛南道            | 清代為南安府附郭大庾縣。辛亥革命後廢縣，地入南安府，府境僅轄原大庾縣地，民國元年（1912年）10月改府為縣。 |
| 第四區     | 贛縣       | 04057    | 二等   | 南康縣 | 今贛州市南康區（舊蓉江鎮） | 贛南道            | |
| 第四區     | 贛縣       | 04058    | 三等   | 上猶縣 | 東山鎮（今上猶縣東山鎮） | 贛南道            | |
| 第四區     | 贛縣       | 04059    | 三等   | 崇義縣 | 橫水鎮（今崇義縣橫水鎮） | 贛南道            | |
| 第五區     | 浮梁縣     | 04066    | 二等   | 湖口縣 | 今湖口縣雙鐘鎮 | 潯南道            | |
| 第五區     | 浮梁縣     | 04067    | 二等   | 彭澤縣 | 雙峰鎮（今彭澤縣龍城鎮） | 潯南道            | |
| 第五區     | 浮梁縣     | 04069    | 二等   | 都昌縣 | 城區鎮（今都昌縣都昌鎮） | 潯南道            | |
| 第五區     | 浮梁縣     | 04072    | 一等   | 鄱陽縣 | 今鄱陽縣鄱陽鎮 | 潯南道            | 清代為饒州府附郭鄱陽縣。辛亥革命後廢縣，地入饒州府，府境僅轄原鄱陽縣地，民國元年（1912年）10月改府為縣。 |
| 第五區     | 浮梁縣     | 04074    | 一等   | 樂平縣 | 今樂平市洎陽街道 | 潯南道            | |
| 第五區     | 浮梁縣     | 04075    | 一等   | 浮梁縣 | 浮梁鎮（今浮梁縣浮梁鎮）因歷任縣官駐景德鎮行署時間多而駐縣城時間少，於民國5年（1916年）10月遷治景德鎮（今景德鎮市城區）           | 潯南道            | |
| 第五區     | 浮梁縣     | 04076    | 三等   | 德興縣 | 今德興市銀城街道 | 潯南道            | |
| 第五區     | 浮梁縣     | 不適用   | 不適用 | 婺源縣 | 紫陽鎮（今婺源縣蚺城街道） | 安徽省蕪湖道      | 原屬安徽省，民國23年（1934年）7月劃屬江西省，民國36年（1947年）6月17日復屬安徽省。 |
| 第六區     | 上饒縣     | 04017    | 二等   | 餘江縣 | 錦江鎮（今鷹潭市餘江區錦江鎮） | 豫章道            | 清代為安仁縣，因與湖南省縣名重名，民國3年（1914年）1月改名。因境內有餘水，故名。 |
| 第六區     | 上饒縣     | 04018    | 一等   | 上饒縣 | 今上饒市城區 | 豫章道            | 清代為廣信府附郭上饒縣。辛亥革命後廢縣，地入廣信府，府境僅轄原上饒縣地，民國元年（1912年）10月改府為縣。 |
| 第六區     | 上饒縣     | 04019    | 一等   | 玉山縣 | 今玉山縣楓林街道 | 豫章道            | |
| 第六區     | 上饒縣     | 04020    | 二等   | 弋陽縣 | 今弋陽縣桃源街道 | 豫章道            | |
| 第六區     | 上饒縣     | 04021    | 一等   | 貴溪縣 | 今貴溪市城區（舊雄石鎮） | 豫章道            | |
| 第六區     | 上饒縣     | 04022    | 二等   | 鉛山縣 | 今鉛山縣永平鎮 | 豫章道            | |
| 第六區     | 上饒縣     | 04023    | 二等   | 廣豐縣 | 今上饒市廣豐區永豐街道 | 豫章道            | |
| 第六區     | 上饒縣     | 04024    | 三等   | 橫峰縣 | 今橫峰縣興安街道 | 豫章道            | 清代為興安縣，因與廣西省縣名重名，民國3年（1914年）1月改名。因縣北有橫峰山，故名。 |
| 第六區     | 上饒縣     | 04073    | 二等   | 餘干縣 | 今餘干縣玉亭鎮 | 潯南道            | |
| 第六區     | 上饒縣     | 04077    | 二等   | 萬年縣 | 城廂鎮（今萬年縣青雲鎮） | 潯南道            | |
| 第七區     | 南城縣     | 04006    | 二等   | 南城縣 | 今南城縣建昌鎮 | 豫章道            | 清代為建昌府附郭南城縣。辛亥革命後廢縣，地入建昌府，府境僅轄原南城縣地，民國元年（1912年）10月改府為縣。 |
| 第七區     | 南城縣     | 04007    | 二等   | 黎川縣 | 今黎川縣日峰鎮 | 豫章道            | 清代為新城縣，因與吉林、直隸、山東、浙江、貴州5省縣名重名，民國3年（1914年）1月改名。因境內有黎灘水，一名黎川，故名。 |
| 第七區     | 南城縣     | 04008    | 二等   | 南豐縣 | 今南豐縣琴城鎮 | 豫章道            | |
| 第七區     | 南城縣     | 04010    | 三等   | 資溪縣 | 今資溪縣鶴城鎮 | 豫章道            | 清代為瀘溪縣，因與湖南省縣名重名，民國3年（1914年）1月改名。因境內有資溪水，故名。 |
| 第七區     | 南城縣     | 04011    | 一等   | 臨川縣 | 今撫州市臨川區（舊撫州鎮） | 豫章道            | 清代為撫州府附郭臨川縣。辛亥革命後廢縣，地入撫州府，府境僅轄原臨川縣地，民國元年（1912年）10月改府為縣。 |
| 第七區     | 南城縣     | 04012    | 二等   | 金溪縣 | 今金溪縣秀谷鎮 | 豫章道            | |
| 第七區     | 南城縣     | 04013    | 二等   | 崇仁縣 | 今崇仁縣巴山鎮 | 豫章道            | |
| 第七區     | 南城縣     | 04014    | 三等   | 宜黃縣 | 今宜黃縣鳳岡鎮 | 豫章道            | |
| 第七區     | 南城縣     | 04015    | 三等   | 樂安縣 | 今樂安縣鰲溪鎮 | 豫章道            | |
| 第七區     | 南城縣     | 04016    | 二等   | 東鄉縣 | 今東鄉區孝崗鎮 | 豫章道            | |
| 第七區     | 南城縣     | 不適用   | 不適用 | 光澤縣 | 今福建省光澤縣杭川鎮 | 福建省建安道      | 原屬福建省，民國23年（1934年）7月劃屬江西省。民國36年（1947年）6月17日復屬福建省。 |
| 第八區     | 寧都縣     | 04009    | 三等   | 廣昌縣 | 今廣昌縣盱江鎮 | 豫章道            | |
| 第八區     | 寧都縣     | 04047    | 二等   | 雩都縣 | 今于都縣貢江鎮 | 贛南道            | |
| 第八區     | 寧都縣     | 04049    | 二等   | 興國縣 | 今興國縣瀲江鎮 | 贛南道            | |
| 第八區     | 寧都縣     | 04050    | 三等   | 會昌縣 | 今會昌縣文武壩鎮 | 贛南道            | |
| 第八區     | 寧都縣     | 04060    | 一等   | 寧都縣 | 今寧都縣梅江鎮 | 贛南道            | 清代為寧都直隸州直轄地。辛亥革命後改為寧都府，府境僅轄原寧都直隸州地，實際上是民國元年（1912年）10月改寧都直隸州為縣。 |
| 第八區     | 寧都縣     | 04061    | 二等   | 瑞金縣 | 象湖鎮（今瑞金市象湖鎮） | 贛南道            | |
| 第八區     | 寧都縣     | 04062    | 三等   | 石城縣 | 今石城縣琴江鎮 | 贛南道            | |
| 第九區     | 武寧縣     | 04063    | 一等   | 九江縣 | 今九江市城區 | 潯南道 (駐地)     | 清代為九江府附郭德化縣。辛亥革命後廢縣，地入九江府，府境僅轄原德化縣地，民國元年（1912年）10月改府為德化縣。因與福建、四川2省縣名重名，民國三年（1914年）1月改名九江縣，因原九江府名得名。 |
| 第九區     | 武寧縣     | 04064    | 三等   | 德安縣 | 今德安縣蒲亭鎮 | 潯南道            | |
| 第九區     | 武寧縣     | 04065    | 三等   | 瑞昌縣 | 湓城（今瑞昌市湓城街道） | 潯南道            | |
| 第九區     | 武寧縣     | 04068    | 三等   | 星子縣 | 今廬山市南康鎮 | 潯南道            | 清代為南康府附郭星子縣。辛亥革命後廢縣，地入南康府，府境僅轄原星子縣地，實際上是廢南康府留星子縣。 |
| 第九區     | 武寧縣     | 04070    | 二等   | 永修縣 | 艾城（今永修縣西北艾城鎮） | 潯南道            | 清代為建昌縣，因與四川省建昌道重名，民國三年（1914年）6月改名。因古縣名得名。 |
| 第九區     | 武寧縣     | 04071    | 三等   | 安義縣 | 龍津鎮（今安義縣龍津鎮） | 潯南道            | |
| 第九區     | 武寧縣     | 04078    | 二等   | 奉新縣 | 今奉新縣馮川鎮 | 潯南道            | |
| 第九區     | 武寧縣     | 04079    | 二等   | 靖安縣 | 今靖安縣雙溪鎮 | 潯南道            | |
| 第九區     | 武寧縣     | 04080    | 三等   | 武寧縣 | 古艾鎮（今武寧縣新寧鎮北柘林水庫）                                                                                                | 潯南道            | |
| 第九區     | 武寧縣     | 不適用   | 不適用 | 九江市 | 今九江市城區 | (潯南道)          | 民國15年（1926年）前設有九江商埠督辦公署，主持市政。民國16年（1927年）3月析九江縣城區、商埠設市政廳，置市長。民國18年（1926年）4月改設九江市政府。民國19年（1930年）9月，江西省政府因九江市人口未符合新頒定的《市組織法》規定，撤市。民國23年（1934年）6月，省政府以設九江市政委員會。次年6月，內政部認為市政委員會於法無據，但江西為「剿匪區域，情形特殊」，故予核議呈行政院暫准備案。民國25年（1936年），省政府裁撤。                                                                    |

## 行政區劃年表
| 江西省行政區劃年表                                                        |          |    |    |    |      | |
| 說明：「?」表示不能確定其發生年份或月份，故放於最有可能的一年內，詳見注釋 |          |    |    |    |      | |
| 西元                                                                      | 民國紀元 | 縣 | 市 | 局 | 其他 | 行政區劃變更 |
| 1912年                                                                    | 民國1年  | 81 |    |    |      | - 改長寧州為長寧縣（2月） - 改定南廳為定南縣（2月） - 省上栗縣入萍鄉縣（2月） - 改義寧州為義寧縣（4月） - 改銅鼓廳為銅鼓縣（4月） - 改南昌府為南昌縣（10月） - 改臨江府為清江縣（10月） - 改瑞州府為高安縣（10月） - 改袁州府為宜春縣（10月） - 改吉安府為廬陵縣（10月） - 改贛州府為贛縣（10月） - 改南安府為大庾縣（10月） - 改饒州府為鄱陽縣（10月） - 改廣信府為上饒縣（10月） - 改建昌府為南城縣（10月） - 改撫州府為臨川縣（10月） - 改寧都直隸州為寧都縣（10月） - 改九江府為德化縣（10月） |
| 1913年                                                                    | 民國2年  | 81 |    |    |      | |
| 1914年                                                                    | 民國3年  | 81 |    |    |      | - 新昌縣改名宜豐縣（1月） - 義寧縣改名修水縣（1月） - 龍泉縣改名遂川縣（1月） - 永寧縣改名寧岡縣（1月） - 長寧縣改名尋鄔縣（1月） - 安仁縣改名餘江縣（1月） - 興安縣改名橫峰縣（1月） - 瀘溪縣改名資溪縣（1月） - 德化縣改名九江縣（1月） - 建昌縣改名永修縣（1月） - 廬陵縣改名吉安縣（6月） |
| 1915年                                                                    | 民國4年  | 81 |    |    |      | |
| 1916年                                                                    | 民國5年  | 81 |    |    |      | |
| 1917年                                                                    | 民國6年  | 81 |    |    |      | |
| 1918年                                                                    | 民國7年  | 81 |    |    |      | |
| 1919年                                                                    | 民國8年  | 81 |    |    |      | |
| 1920年                                                                    | 民國9年  | 81 |    |    |      | |
| 1921年                                                                    | 民國10年 | 81 |    |    |      | |
| 1922年                                                                    | 民國11年 | 81 |    |    |      | |
| 1923年                                                                    | 民國12年 | 81 |    |    |      | |
| 1924年                                                                    | 民國13年 | 81 |    |    |      | |
| 1925年                                                                    | 民國14年 | 81 |    |    |      | |
| 1926年                                                                    | 民國15年 | 81 |    |    |      | |
| 1927年                                                                    | 民國16年 | 81 | 1  |    |      | - 析九江縣置九江市（3月） |
| 1928年                                                                    | 民國17年 | 81 | 1  |    |      | |
| 1929年                                                                    | 民國18年 | 81 | 1  |    |      | |
| 1930年                                                                    | 民國19年 | 81 |    |    |      | - 省九江市入九江縣（9月） |
| 1931年                                                                    | 民國20年 | 82 |    |    |      | - 析吉安、吉水、永豐3縣置平赤縣（6月） |
| 1932年                                                                    | 民國21年 | 82 |    |    |      | |
| 1933年                                                                    | 民國22年 | 82 |    |    |      | |
| 1934年                                                                    | 民國23年 | 83 |    |    |      | - 取消平赤縣的名義（2月） - 安徽省婺源縣來隸（7月） - 福建省光澤縣來隸（7月） |
| 1935年                                                                    | 民國24年 | 83 | 1  |    |      | - 析南昌縣置南昌市（7月） |
| 1936年                                                                    | 民國25年 | 83 | 1  |    |      | |
| 1937年                                                                    | 民國26年 | 83 | 1  |    |      | |
| 1938年                                                                    | 民國27年 | 83 | 1  |    |      | |
| 1939年                                                                    | 民國28年 | 83 | 1  |    |      | |
| 1940年                                                                    | 民國29年 | 83 | 1  |    |      | |
| 1941年                                                                    | 民國30年 | 83 | 1  |    |      | |
| 1942年                                                                    | 民國31年 | 83 | 1  |    |      | |
| 1943年                                                                    | 民國32年 | 83 | 1  |    |      | |
| 1944年                                                                    | 民國33年 | 83 | 1  |    |      | |
| 1945年                                                                    | 民國34年 | 83 | 1  |    |      | |
| 1946年                                                                    | 民國35年 | 83 | 1  |    |      | |
| 1947年                                                                    | 民國36年 | 81 | 1  |    |      | - 婺源縣改隸安徽省（6月） - 光澤縣改隸福建省（6月） |
| 1948年                                                                    | 民國37年 | 81 | 1  |    |      | |
| 1949年                                                                    | 民國38年 | 81 | 1  |    |      | |

## 政府體制

### 省會
民國元年（1912年），江西省省會定於南昌縣，因民國27年（1927年）起南昌縣城區析置南昌市，省會改為於此。抗日戰爭期間，因日軍攻佔南昌，江西省政府於民國28年（1939年）南遷至吉安縣。由於吉安為贛江中游的重要城市，地勢平坦，贛江水位較深，敵人容易沿水路、陸路進攻。所以省政府遷到吉安僅備不到1個月就遷往江西中南部的泰和縣，泰和成為抗戰時期的臨時省會。民國34年（1945年）1月，日軍地面部隊攻入吉安地區，江西省政府再遷至寧都縣。抗戰結束後遷回南昌市。民國38年（1949年）4月，共軍發動渡江戰役。5月22日，江西省省會南昌市為共軍佔領，省政府南遷贛縣。8月再度東遷到會昌縣，隨後又撤往廣東省梅縣、汕頭市。9月，省政府臨時辦事處遷移到臺灣省臺中市東區大公街33號一棟日式屋舍辦公。

### 省行政機構
辛亥革命時期，江西建立的軍政府較多。駐九江新軍於宣統三年九月二日（1911年10月23日）起義，建立九江軍政分府，以都督為首領。九月十日（西曆10月31日），南昌新軍起義，並於次日建立南昌軍政府，下設參謀等廳和民政等部。此外，九月中旬先後建立的還有袁瑞臨三路都督、鄱陽都督、贛州都督以及萍鄉都督府。民國元年（1912年）1月，裁九江軍政分府，江西都督府掌管全省軍政大權。12月，置民政長，下設內務、財政各司。民國3年（1914年）5月，改民政長為巡按使，巡按使公署下設政務、財政各廳。民國5年（1916年）7月，改巡按使為省長。民國15年（1926年）11月12日，國民黨江西黨部成立江西省臨時政治委員會，為全省臨時最高軍政機構，下設政務、財政2委員會，為執行機構。民國16年（1927年）2月20日，蔣中正以國民革命軍總司令名義裁撤江西省臨時政治委員會，設省政府委員會，設委員9至11人，從委員中選出1人為主席，下設民政、財政各廳。3月26日，武漢國民政府決定改組江西省政府，並於同日發佈免職令，後於30日發佈任命令。9月寧漢合流後，隸屬於南京國民政府。
民國26年（1937年）後，因日軍入侵，贛北一帶先後淪陷，江西省政府遷往贛南一帶。民國34年（1945年）8月抗戰結束，江西省政府恢復其行政管轄區域。民國38年（1949年）5月，因省會南昌市為中共解放軍佔領，江西省政府再次遷往贛南。8月，隨著解放軍進入贛南，江西省政府從贛縣撤退之後，隨即展開遷移臺灣省的規劃工作。9月14日正式將江西省政府辦事處遷往台中市，共有95人將隨省府來臺，10月5日省府各單位人員進駐台中市。10月21日，江西省政府第2101次省務會議首度在台中市召開，決議結束江西省政府業務工作。11月30日結束業務，成立「保管委員會」，負責處理善後業務及財物，將江西省府及廳處、銀行之文件封存，交給台中市政府。

### 歷任江西省軍政長官、省政府主席
江西都督府都督
- 吳介璋
- 彭程萬
- 馬毓寶
- 李烈鈞
- 歐陽武
- 黎元洪
- 李純（署）

江西行政公署民政長
- 汪瑞闓（趙從蕃署理 → 賀國昌護理）
- 李純
- 戚揚

附：昌武將軍督理江西軍務
- 李純

江西巡按使公署巡按使
- 戚揚

附：江西督軍府督軍
- 李純
- 陳光遠

附：督理江西軍務善後事宜
- 蔡成勳

附：督辦江西軍務善後事宜
- 方本仁

江西省長公署省長
- 戚揚
- 趙從蕃
- 楊慶鋆（何肖雅護理）
- 李實忱（暫代）
- 謝遠涵（何剛德護）
- 李廷玉（蔡成勳任命）
- 蔡成勳（自兼）
- 徐元浩（陶家瑤署理）
- 蔡成勳
- 胡思義
- 文群（方本仁任命）
- 李定魁
- 楊如軒

附： 五省聯軍贛軍總司令
- 鄧如琢
- 鄭俊彥

附：江西臨時政治會議委員（12人）
- 朱培德（代主席）
- 白崇禧
- 程潛
- 李宗仁
- 魯滌平
- 李富春
- 林祖涵
- 熊式輝
- 張國燾
- 李仲公
- 張定璠

附：江西政務委員會委員（11人）
- 陳公博（主席，未到任）
- 姜濟寰（代主席）
- 蕭炳章
- 朱克靖
- 李富春
- 鄧維賢
- 林祖涵
- 平？
- 劉？
- 俞飛鵬？
- 王枕心？

附：江西財政委員會主任
- 俞飛鵬

江西省政府主席
- 李烈鈞（1927年）
- 朱培德（1927年2月 - 1929年）
- 魯滌平（1929年 - 1931年）
- 熊式輝（1931年12月 - 1937年10月）
- 劉體乾（代理，1937年10月 - 1942年）
- 曹浩森（1942年 - 1946年7月）
- 王陵基（1946年7月 - 1948年4月）
- 胡家鳳（1948年4月 - 1949年1月）
- 方天（1949年1月 - 11月）

### 引用
1. ↑  內政部方域司，《中華民國行政區域簡表》（第11版），上海商務印書館，1947年，第9頁。
2. ↑  .   [2012-10-21]. （原始内容存档于2011-07-25）.
3. ↑  行政院戶口普查處編. 中華民國79年臺閩地區戶口及住宅普查報告. 臺北市: 行政院戶口普查處. 1992
4. ↑  .   [2013-12-15]. （原始内容存档于2013-12-15）.
5. ↑  錢端升等：《民國政制史》下冊，第146頁。
6. ↑  《江西省志‧江西省行政區劃志》第69-70頁引1932年出版的《江西省第七區行政公報》第一期刊布的《江西各行政區長官公署駐在地及所轄各縣縣名表》。
7. ↑  吳宗慈、辛際周《江西省古今政治地理沿革總略》作駐新淦（《江西省志‧江西省行政區劃志》第69頁主釋1引）。
8. ↑  吳宗慈、辛際周《江西省古今政治地理沿革總略》作第八區（《江西省志‧江西省行政區劃志》第69頁主釋1引）。
9. ↑  吳宗慈、辛際周《江西省古今政治地理沿革總略》作第二區，轄縣少瑞昌、德安2縣（《江西省志‧江西省行政區劃志》第69頁主釋1引）。
10. ↑  吳宗慈、辛際周《江西省古今政治地理沿革總略》作第三區，駐瑞昌，轄縣多瑞昌、德安2縣，少安義1縣（《江西省志‧江西省行政區劃志》第69頁主釋1引）。
11. ↑  吳宗慈、辛際周《江西省古今政治地理沿革總略》作第四區，轄縣相同（《江西省志‧江西省行政區劃志》第69頁主釋1引）。
12. ↑  吳宗慈、辛際周《江西省古今政治地理沿革總略》作第五區，轄縣相同（《江西省志‧江西省行政區劃志》第69頁主釋1引）。
13. ↑  吳宗慈、辛際周《江西省古今政治地理沿革總略》作第七區，駐南城，轄縣相同（《江西省志‧江西省行政區劃志》第69頁主釋1引）。
14. ↑  吳宗慈、辛際周《江西省古今政治地理沿革總略》作第十二區，轄縣相同（《江西省志‧江西省行政區劃志》第69頁主釋1引）。
15. ↑  吳宗慈、辛際周《江西省古今政治地理沿革總略》作第十一區，轄縣無瑞昌、德安2縣（《江西省志‧江西省行政區劃志》第69頁主釋1引）。
16. ↑  《中國行政區劃通史‧中華民國卷》第195-196頁。
17. ↑  調整情形：江西省政府直轄區的南昌、新建、進賢、安義4縣劃入新「第一區」，豐城、清江、新淦、高安4縣劃入第二區，九江、德安、星子、湖口、彭澤、都昌6縣劃入第五區；原第三區，改稱新「第一區」，瑞昌縣劃入第五區；第五區萬年、餘干2縣劃入第六區；廢第七區，貴溪、餘江2縣劃入第六區，其餘劃入新「第七區」；原第八區，改稱新「第七區」；原第九區，改稱第三區，興國縣劃入新第八區，峽江縣劃入新第三區；原第十區裁撤，併入新第三區；原第十一區，改稱新「第四區」；原第十二區，改稱新「第八區」；原第十三區裁撤，併入新第四區。
18. ↑  《江西省志‧江西省行政區劃志》第70-71頁；《中國行政區劃通史‧中華民國卷》第196頁。
19. ↑  《江西省志‧江西省行政區劃志》第71頁；《中國行政區劃通史‧中華民國卷》第196-197頁。
20. ↑  《江西省志‧江西省行政區劃志》第71-72頁。
21. ↑  《中國行政區劃通史‧中華民國卷》第197-198頁。
22. ↑  一作1949年改駐九江縣
23. ↑  《國民政府公報》第1489號，民國23年7月17日，第4頁。
24. ↑  《國民政府公報》洛字第2號，民國21年3月31日，第57頁。
25. ↑  錢端升，《民國政制史》下冊，第421頁。
26. ↑  《南昌縣誌》，南海出版公司，1990年，第4-5頁；馬志超：《南昌縣歷史概況》，《南昌縣文史資料》第1輯，1986年，第3頁。
27. 1 2 3 4 5 6 7 8 9 10  《內務部改定各省重複縣名及存廢理由清單》。
28. ↑  吳承湜：《近六十年全國郡縣增建誌要》卷上，第49頁。又，民國元年9月16日公佈的《更正眾議院議員各省覆選區表》：「第四區。原列之『上栗縣』三字刪。萍鄉縣下加一註：『舊萍鄉、上栗兩縣』七字。」。
29. ↑  《國民政府公報》第899號，民國20年10月15日，第11頁。
30. ↑  《國民政府公報》第934號，民國20年11月26日，第5頁。
31. ↑  《國民政府公報》第1373號，民國23年2月27日，第8頁。
32. ↑  《政府公報》第282號，民國5年10月17日，第54冊，第573頁。
33. ↑  不久暫緩設縣
34. ↑  1938年市政府成立
35. ↑  曾祥楨：《抗戰時期泰和市政建設與管理研究（1939-1944）》，江西師範大學論文，2010年。
36. ↑   (PDF).   [2012-10-21]. （原始内容存档 (PDF)于2016-03-06）.

### 書籍
1. 鄭寶恆著，《民國時期政區沿革》（武漢：湖北教育出版社，2000年）。ISBN 9787535126610
2. 傅林祥，鄭寶恆著，《中國行政區劃通史‧中華民國卷》（上海：復旦大學出版社，2007年）。ISBN 9787309056044
3. 國史館地理志編纂委員編，《中華民國史地理志（初稿）》（臺北：國史館，民國79年（1990））。ISBN 9579042020
4. 江西省行政區劃志編纂委員會編，《江西省志‧江西省行政區劃志》（北京：方志出版社，2005年）。ISBN 7801921631/K 121

### 地圖
1. 聯合勤務總司令部測量署編，《中華民國分省地圖》（1970年版），國防部情報參謀次長室。
2. Google地圖

## 外部連結
- 维基共享资源上的相關多媒體資源：江西省
- 江西省 - 行政區劃網 （页面存档备份，存于）
- 王豐的民國傳記博客
- 洪定國的地理資料庫 - 大地耕者 - 網易博客